# Наезд на толпу в Уокешо (2021)
Наезд на толпу в Уокешо — массовое убийство, совершённое 21 ноября 2021 года в 16:39 по Центральному времени в Уокешо, штат Висконсин, США. Во время рождественского парада в толпу въехал внедорожник. В результате наезда погибли 6 человек, не менее 62 ранены.

## События

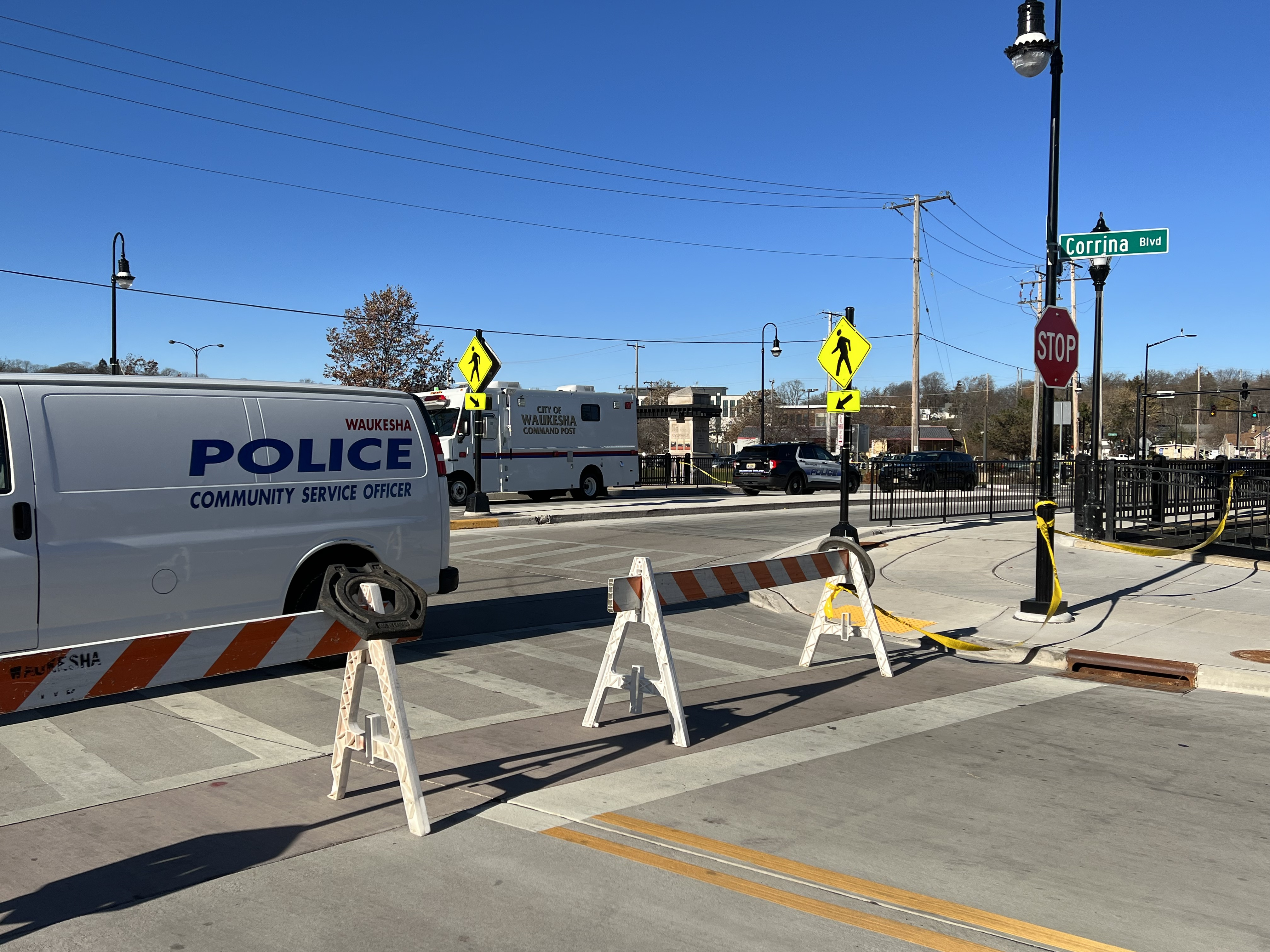
Место происшествия

21 ноября 2021 года, в 16:39 по Центральному времени красный внедорожник Ford Escape на скорости около 64 км/ч въехал в баррикады, а затем в рождественский парад. Офицер полиции, работавший на параде начал стрельбу по внедорожнику.
Массовое убийство произошло в результате наезда автомобиля на толпу людей, участвующих в 58 ежегодном рождественском параде.

## Жертвы и пострадавшие
Правительство Уокешо заявило, что в результате наезда погибли 6 человек, ещё 62 получили ранения различной степени тяжести. Возраст погибших варьируется от 52 до 81 года. Среди пострадавших 18 детей. В больницы поступило 28 человек, 9 из которых находились в критическом состоянии.
Среди жертв несколько человек были участниками местной танцевальной группы «The Milwaukee Dancing Grannies». Римско-католическая архиепископия Милуоки сообщила, что пострадали прихожане, студенты и священник из местных католических школ.

## Обвиняемый
22 ноября 2021 года полиция объявила на пресс-конференции, что они нашли внедорожник, а также взяли под стражу водителя, впоследствии идентифицированного как 39-летний Даррелл Эдвард Брукс-младший.
Брукс-младший за десять дней до трагедии был освобождён из тюрьмы под залог, его обвиняли в умышленном наезде автомобилем на свою бывшую сожительницу. У него были судимости за различные насильственные, сексуальные и наркотические преступления. Непосредственно перед трагедией к нему в связи с бытовым конфликтом была вызвана полиция, но он скрылся на своём внедорожнике до её прибытия, после чего и совершил наезд на толпу.
26 октября 2022 года суд присяжных признал Брукса виновным в убийстве шести человек и 16 ноября 2022 года он был приговорен к шести пожизненным заключениям без права дострочного  освобождения плюс к 762 годам заключения за создание опасности и 150 годам заключения за оставление места ДТП.